# De pictura
De pictura (en castellano: De la pintura), es un tratado acerca de la pintura escrito en latín por el humanista genovés Leon Battista Alberti en torno al año 1435, bajo el título De pictura. Esta obra tuvo poca circulación, motivo por el cual fue publicada nuevamente; esta vez en fiorentino vernacular y con dedicatoria a Filippo Brunelleschi en el 17 de julio de 1436 . Con posterioridad, entre los años 1438 y 1444, se corrige el texto latino para ofrecerlo al príncipe Giovanni Francisco Gonzaga, a partir de este texto corregido se hacen numerosos manuscritos, la mayoría en latín y con algunas alteraciones. La edición príncipe latina se publicó en Basilea por Thomas Venatorius, en 1540.  La adaptación castellana llegará de la mano de Diego Antonio Rejón de Silva el 1784, a partir de la edición francesa de Rafael Trichet Du Fresne.

## Libro segundo
El II libro habla de teoría artística. Alberti divide la pintura en tres partes:
- Circumscriptione, es decir, contorno de los cuerpos, en donde trata del llamado velo, del sistema para trazar contornos precisos.

- Compositione, es decir, composición de los planos, en donde trata de la teoría de las proporciones basándola en la anatomía.
- Receptione di lumi, que trata de tonos y tintas, se habla fundamentalmente del relieve, y en este apartado reprueba también el uso excesivo del oro puro para los fondos

## Libro tercero
El libro III trata de la formación y del modo de vida del artista, que ya no es artesano como antes, en tanto en cuanto su arte se basaba en la técnica, sino intelectual puesto que su arte se basa en las matemáticas y la geometría. En este tratado Alberti diferencia entre copia y variedad, diferencia que se expresará durante todo el Renacimiento. Mientras la copia es la abundancia de temas presentes en una composición, la variedad, en cambio, es la diversidad, tanto en la decoración como en los colores, de los temas. A este principio de variedad se adaptarán artistas diversos como Fra Filippo Lippi y Donatello.